# Kościół św. Marii Magdaleny w Zimnej Wódce
Kościół pw. św. Marii Magdaleny w Zimnej Wódce – rzymskokatolicki kościół filialny znajdujący się we wsi Zimna Wódka (województwo opolskie, powiat strzelecki).

## Historia
Jest to drewniana, barokowa świątynia, jednonawowa, o konstrukcji zrębowej, na podmurowaniu kamiennym, znajdująca się w gminie Ujazd (woj. opolskie), wzniesiona w 1524, przebudowana w 1748. Kościół stoi na wzniesieniu, w centralnym miejscu wsi. W okresie 1524–1701 należał do protestantów, po czym przeszedł w ręce katolików.

## Architektura
Trójbocznie zamknięte prezbiterium, ze znajdującą się przy nim zakrystią, z lożą kolatorską na piętrze. Chór muzyczny, posiadający prosty parapet, jest wsparty na 4 słupach z głowicami. Od frontu znajduje się wieża o konstrukcji słupowej, której ściany nieznacznie zwężają się ku górze. W przyziemu jest wtopiona w nawę z kruchtą. Pokryta wielopołaciowym dachem, łączącym się z dachem nawy. Okna i wejścia są zamknięte spłaszczonym łukiem. Dachy o charakterze siodłowym, pokryte gontem. Dach prezbiterium przechodzi nad zakrystię. Nad nawą znajduje się ośmioboczna wieżyczka na sygnaturkę, wykończona barokowym hełmem, pokrytym gontem. Drzwi od frontu klepkowe, wraz z zabytkową, XVIII-wieczną wkładką zamka przybierającą postać żołnierza.

## Galeria

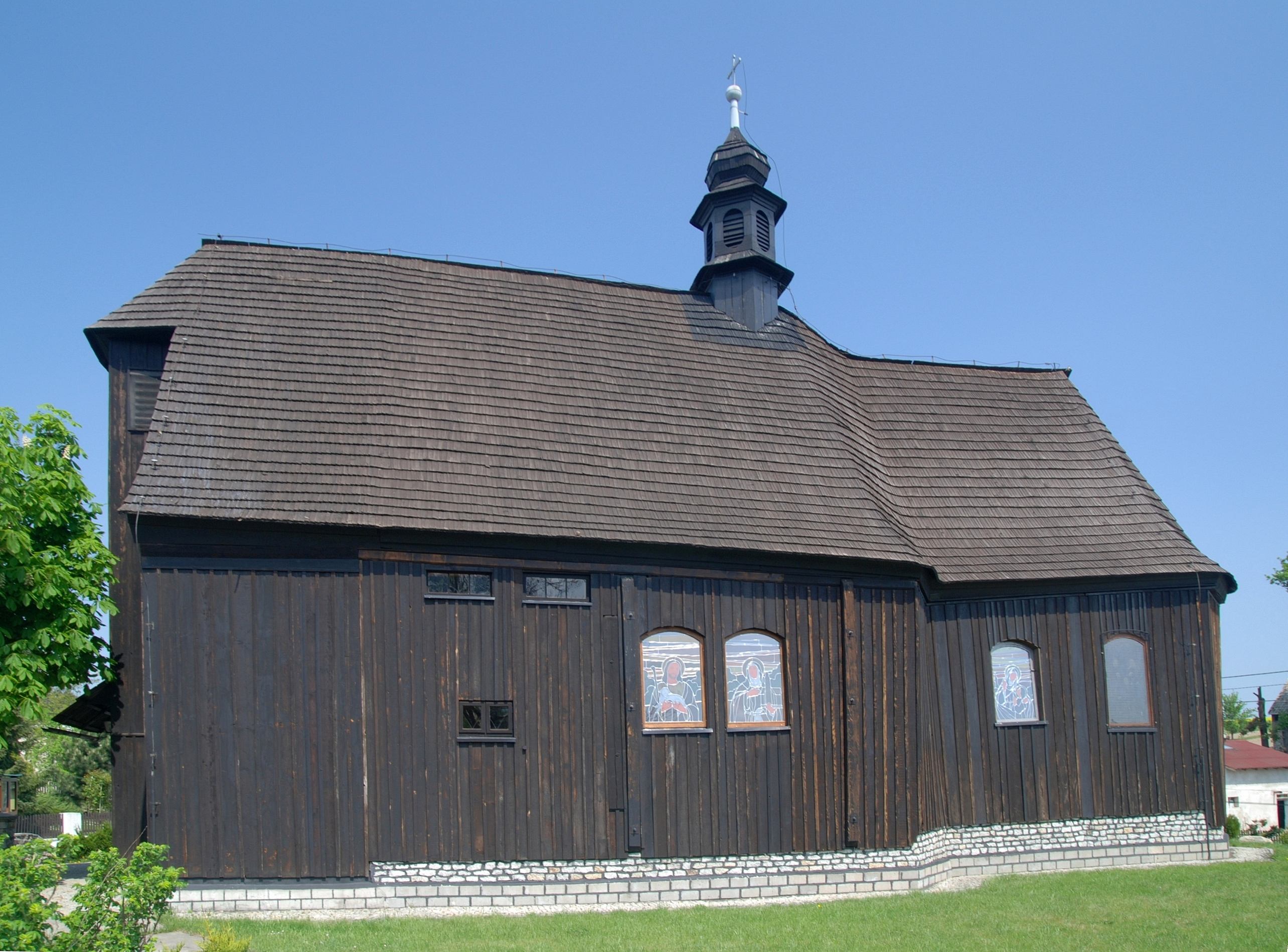
Elewacja południowa
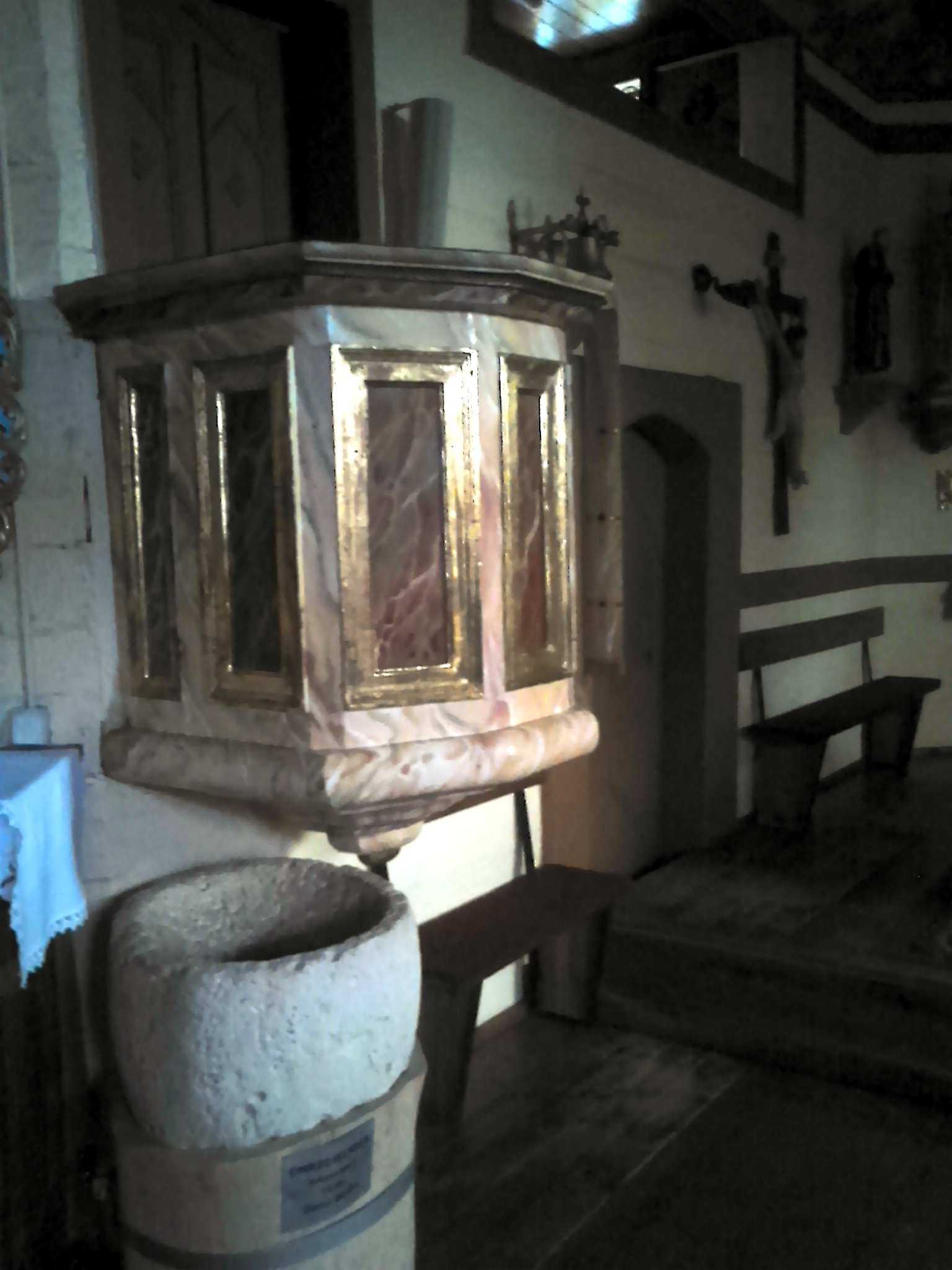
Wnętrze
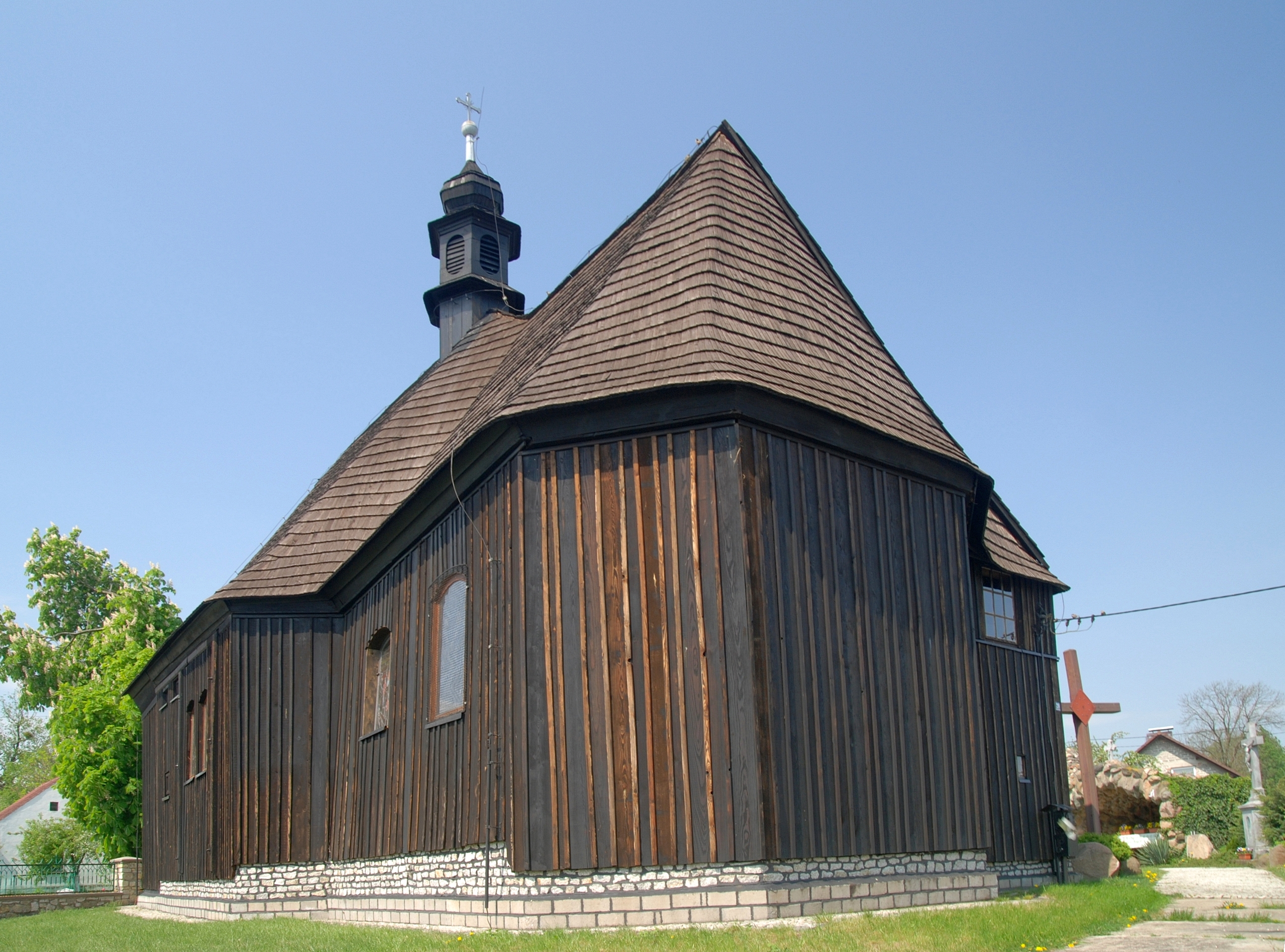
Od strony prezbiterium

## Ważniejsze wyposażenie
- Barokowe ołtarze z płaskorzeźbami oraz rzeźbami św. Jana Ewangelisty i św. Rocha;
- Ambona z I poł. XIX w.;
- Dwie kropielnice z XVII w.;
- Barokowy krucyfiks z przełomu XVII i XVIII w.;
- Lichtarz z XIX w.;
- Gotycki dzwon z XV w.